# José Pérez de Barradas
José Pérez de Barradas Álvarez de Eulate  (Cádiz, 3 de octubre de 1897-Madrid, 30 de enero de 1981) fue un profesor y arqueólogo español que pasó la mayor parte de su vida consagrado al estudio de vestigios precolombinos. Director del Museo Municipal de Prehistoria de Madrid hasta julio de 1936, aceptó el nombramiento de profesor de la Universidad de Bogotá. Fruto de su esfuerzo investigador fueron varias obras que hoy siguen siendo fundamentales para el conocimiento del pasado aborigen de Colombia. Es una de las grandes figuras de la arqueología española. Sus trabajos sentaron las bases del conocimiento de nuestro pasado. Además de la arqueología, desarrolló su actividad profesional en los campos del americanismo y la antropología.

## Biografía
José Pérez de Barradas, nació en Cádiz en 1897. En el año 1918 un joven Pérez de Barradas, junto a los prehistoriadores Hugo Obermaier y Paul Wernert, inició sus trabajos de exploración y estudio de la prehistoria del Manzanares (pequeño río que pasa por Madrid). Se inauguraba así uno de los periodos más fructíferos en la investigación arqueológica de la capital de España con más de ciento veinte yacimientos descubiertos y estudiados, en un territorio que va desde el pueblo de El Pardo hasta el de Perales del Río, ámbito arqueológico conocido como Las Terrazas del Manzanares.
En realidad, se sabe poco de José Pérez de Barradas. Sabemos que proporcionó muchos aportes al Indigenismo, y opina y comenta mucho sobre los escritos que realizó fray Bartolomé de las Casas, cuando era un eclesiástico dedicado por casi cincuenta años a defender los derechos de los indígenas en la Nueva España (Época de la Conquista por los españoles que se inició en América Central).
El profesor Pérez de Barradas, dirigió el primer volumen de Contribuciones lingüísticas y etnográficas sobre algunos pueblos del Amazonas peruano, escrito por el lingüista agustino Lucas Espinosa, que fue publicado en 1955 por el Instituto Bernardino de Sahagún, del Consejo Superior de Investigaciones Científicas (CSIC).
Se casó con Pura Acha, hija del general Salvador Acha Caamaño, y de la unión de ese matrimonio nacieron doce hijos. 
Tenía por vicio fumar mucho, en realidad nunca pudo dejar esta debilidad por los cigarros. Le encantaba leer artículos diversos, pero con el pasar de los años y entrando en la vejez lamentablemente comenzó a disminuir su visión por lo que tuvo que abandonar la lectura y los últimos años de su vida la pasó escuchando música clásica acompañado con los cantos de sus canarios. Falleció en Madrid, en 1981.

## Obras
La obra principal de Pérez de Barradas es el estudio que realizara, por encargo del Banco de la República, de las colecciones del Museo del Oro, publicado en lujosa edición formada por seis volúmenes que tienen por título general Orfebrería prehispánica de Colombia (MCMLIV - MCMLXVI), cuya edición, está en poder de todos los jefes de Estado del mundo, pues fue enviada por el Gobierno colombiano, como obsequio del Banco Nacional de Colombia.
Se trata, indudablemente, de la mejor presentación de conjunto que se ha hecho hasta ahora de tales colecciones y de sus principales características. El Museo del Oro rinde homenaje a la memoria de este ilustre investigador, quien fuera gran amigo de Colombia y entusiasta estudioso de su historia.
- Prehistoria. (Cartilla de divulgacion), 1925
- Estudios sobre el terreno cuaternario del valle del Manzanares (Madrid), 1926
- La Infancia de la Humanidad. Manual de divulgación de Prehistoria, 1928
- Pérez de Barradas, José; Fuido, Fidel. Descubrimientos arqueológicos en el término municipal de Azaña (Toledo), "Boletín de la Real Academia de Bellas Artes y Ciencias Históricas de Toledo", 35, 1928 junio, primera época, pág. 117-129.
- Arqueología y antropología precolombinas de Tierra Dentro. Informe acerca de los hallazgos y excavaciones practicadas en 1936, 1937
- Arte rupestre en Colombia, 1941
- Arqueología agustiniana (1943)
- Colombia de Norte a Sur, 2 vols., 1943
- Manual de Anthropologia, 1946